# Coelotanypus wirthi
Coelotanypus wirthi är en tvåvingeart som beskrevs av Freeman 1961. Coelotanypus wirthi ingår i släktet Coelotanypus och familjen fjädermyggor. Inga underarter finns listade i Catalogue of Life.